# Brachinus oaxacensis
Brachinus oaxacensis är en skalbaggsart som beskrevs av Terry Erwin. Brachinus oaxacensis ingår i släktet Brachinus och familjen jordlöpare. Inga underarter finns listade i Catalogue of Life.